# Cohabitation difficile
Cohabitation difficile est le 2e épisode de la saison 4 de la série télévisée Buffy contre les vampires.

## Résumé
Buffy ne s'entend pas du tout avec sa camarade de chambre, Kathy, et cherche à l'éviter le plus possible. Toutes les deux se font attaquer par un démon et, par la suite, font les mêmes cauchemars dans lesquels ce même démon leur aspire leur âme. Les relations entre les deux jeunes filles se détériorent de plus en plus et Buffy en vient à penser que Kathy est un démon. Elle s'en ouvre à Willow et Giles mais ceux-ci sont très sceptiques et s'inquiètent de son étrange comportement. Avec l'aide d'Alex et d'Oz, ils tendent un piège à Buffy pour éviter qu'elle ne s'en prenne à Kathy, Giles la croyant possédée par le démon qu'elle a combattu.
Buffy s'échappe en assommant Alex et Oz, qui étaient chargés de la surveiller. Elle retourne à sa chambre pour y régler ses comptes avec Kathy. Toutes les deux commencent à se battre et il s'avère que Kathy est vraiment un démon. Elle avoue à Buffy qu'elle s'est échappée de sa dimension sans permission et qu'elle tentait de voler l'âme de Buffy nuit après nuit pour effacer ses traces. Un démon, le père de Kathy, arrive sur ces entrefaites et ouvre un portail pour ramener de force Kathy dans sa dimension. Willow devient la nouvelle camarade de chambre de Buffy.

## Statut particulier
Pour Noel Murray, du site The A.V. Club, l'épisode « part d'une bonne idée », qui restitue de manière métaphorique « une expérience universitaire fréquente », mais « suit un déroulement prévisible » et est un peu répétitif dans ses situations. La BBC salue l'interprétation de Dagney Kerr mais regrette que l'intrigue n'ait pas été développée sur plusieurs épisodes car cela force le scénario à « utiliser des raccourcis » et donne une histoire au « dénouement précipité et manquant de subtilité ». Mikelangelo Marinaro, du site Critically Touched, lui donne la note de B-, évoquant un épisode « qui ne développe pas beaucoup l'histoire ou les personnages mais demeure malgré tout très amusant » et exploite des effets comiques en utilisant des zooms ou des effets sonores, ce qui est assez rare dans la série.

## Distribution

### Acteurs et actrices crédités au générique
- Sarah Michelle Gellar : Buffy Summers
- Nicholas Brendon : Alexander Harris
- Alyson Hannigan : Willow Rosenberg
- Seth Green : Oz
- Anthony Stewart Head : Rupert Giles

### Acteurs et actrices crédités en début d'épisode
- Dagney Kerr : Kathy Newman
- Adam Kaufman: Parker Abrams